# Manuae (Isole Cook)
Manuae è un atollo composto da due isole appartenente all'arcipelago delle Isole Cook, localizzato 100 km a sud-est di Aitutaki.